# Јана Новотна
Јана Новотна (чеш. Jana Novotná; Брно, 2. октобар 1968 — Чешка, 19. новембар 2017) је била чешка тенисерка.

## Каријера
Новотна се професионалним тенисом почела бавити 1986. године. На почетку каријере била је много успешнија у игри парова. Раних деведесетих њен тренер је постала Хана Мандликова, бивша четворострука гренд слем победница, па почиње и њен успон и у појединачној конкуренцији.
Своје прво гренд слем финале изборила је 1991.. године на Отвореном првенству Аустралије, где је у 3 сета изгубила од Монике Селеш.
Две године касније изборила је и финале Вимблдона, а у финалу ју је чекала Штефи Граф. Након што је изгубила први сет, Новотна је окренула меч у своју корист и повела 4:1 у трећем сету са гем лоптом на 40-15. Но тада је почела да греши, па је Граф узела наредних 5 гемова и освојила титулу. Разочарана због пораза, Новотна је на церемонији доделе награда плакала на рамену Војвоткиње од Кента, по чему је касније постала позната.
Пет година је прошло до следећег финала Вимблдона, но овог пута је изгубила од Мартине Хингис. Године 1998. напокон је освојила титулу. У финалу је била боља од Натали Тозија са 2:0 у сетовима.
Осим ове једине појединачне гренд слем титуле, Новотна је освојила и 12 титула у игри парова: 4 Вимблдона, 3 Роланд Гароса, 3 Отворена првенства САД и 2 Аустралиан Опена. Број турнира које је освојила је у појединачној конкуренцији је 24, а у игри парова 76, тако да је укупно освојила 100 турнира.
Са репрезентацијом Чехословачке је 1988.. године освојила Фед куп. Осим тог успеха освојила је и три олимпијске медаље сребро у игри парова на Олимпијским играма у Сеулу 1988, сребро у игри парова на Олимпијским играма у Атланти 1996. и бронзу у појединачној конкуренцији на истим играма). Оба меча на Олимпијским играма играла је у пару са Хеленом Суковом.
Престала се бавити тенисом 1999. године. Уврштена је у Тениску Кућу славних 2005. године. Умрла је у 50 години након дуге и тешке болести.

## Гренд слем финала

### Добила (1)
| Година | Гренд слем | Противница у финалу | Резултат |
| 1998.  | Вимблдон   | Натали Тозија       | 6:4, 7:6 |

### Изгубила (3)
| Година | Гренд слем                    | Противница у финалу | Резултат      |
| 1991.  | Отворено првенство Аустралије | Моника Селеш        | 7:5, 3:6, 1:6 |
| 1993.  | Вимблдон                      | Штефи Граф          | 6:7, 6:1, 4:6 |
| 1997.  | Вимблдон                      | Мартина Хингис      | 6:2, 3:6, 3:6 |

## Појединачне титуле (24)
- 1988. - Аделејд
- 1989. - Стразбур
- 1990. - Албукерки
- 1991. - Сиднеј, Оклахома Сити
- 1993. - Осака, Брајтон
- 1994. – Лајпциг, Брајтон, Есен
- 1995. - Линц
- 1996. - Мадрид, Цирих, Чикаго, Филаделфија
- 1997. - WTA Светско првенство, Мадрид, Лајпциг, Москва
- 1998. - Вимблдон, Линц, Истборн, Праг
- 1999. - Хановер

## Титуле у паровима (76)
- 1987. - Хамбург (Kohde-Kilsch), Стразбур (Suire), Сан Дијего (Suire)
- 1988. - Оклахома Сити (Suire), Рим (Suire), Хамбург (Scheuer-Larsen), Отворено првенство Канаде (Сукова), Mahwah (Сукова)
- 1989. - Вимблдон (Сукова), Мајами (Сукова), Boca Raton (Сукова), Бризбен (Сукова), Барселона (Scheuer-Larsen), European Indoors (Сукова)
- 1990. - Аустралиан Опен  (Сукова),  Роланд Гарос  (Сукова), Вимблдон (Сукова), Мајами (Сукова), Бризбен (Сукова), Сиднеј (Сукова), Индијан Велс (Сукова), Boca Raton (Сукова), Лос Анђелес (Г. Фернандез)
- 1991. - Роланд Гарос (Г. Фернандез), Бризбен (Г. Фернандез), Чикаго (Г. Фернандез), Хамбург (Neiland), Вашингтон, DC (Neiland), European Indoors (А. Стрнадова), Филдерштат (Навратилова), Филаделфија (Neiland)
- 1992. - Бризбен (Neiland), Light ‘n Lively (Neiland), Берлин (Neiland), Eastbourne (Neiland), Сан Дијего (Neiland), Лајпциг (Neiland), Брајтон (Neiland)
- 1993. - Мајами (Neiland), Осака (Neiland), Paris Indoors (А. Стрнадова), Рим (Санчез-Викарио), Отвортено првенство Канаде (Neiland)
- 1994. -  УС Опен  (Санчез-Викарио), Delray Beach (Санчез-Викарио), Light ’n Lively Doubles (Санчез-Викарио), Хамбург (Санчез-Викарио), Сан Дијего (Санчез-Викарио)
- 1995. - Линц -  Аустралиан Опен  (Санчез-Викарио), Вимблдон (Санчез-Викарио), WTA Tour Championships (Санчез-Викарио), Сиднеј (Линдси Давенпорт), Мајами (Санчез-Викарио), Delray Beach (МЈ Фернандез), Истборн (Санчез-Викарио)
- 1996. - Paris Indoors (Boogert), Мајами (Санчез-Викарио), Хилтон Хед (Санчез-Викарио), Мадрид (Санчез-Викарио), Истборн (Санчез-Викарио), Филдерштат (Arendt)
- 1997. -  УС Опен  (Давенпорт), Season-Ending првенство (Давенпорт), Paris Indoors (Хингис), Амелија Ајланд (Давенпорт), Берлин (Давенпорт), Лајпциг (Хингис)
- 1998 -  Роланд Гарос  (Хингис), Вимблдон (Хингис),  УС Опен  (Хингис), Мајами (Хингис), Истборн (de Swardt), Отворено првенство Канаде (Хингис)
- 1999. - Мајами (Хингис), Хилтон Хед (Јелена Лиховцева), Отворено првенство Канаде (Мери Пирс)